# شخض بورشالي
شخض بورشالي (الاسم العلمي:Justicia burchellii) هو نوع من النباتات يتبع جنس الشخض من الفصيلة الأقنتية.